# Semimartingala
En teoria de probabilitats, un procés estocàstic X valorat real s'anomena semimartingala si es pot descompondre com la suma d'una martingala local i un procés de variació finita adaptada càdlàg. Les semimartingales són "bons integradors", que formen la classe més gran de processos respecte als quals es poden definir la integral Itô i la integral de Stratonovich.
La classe de semimartingales és bastant gran (incloent, per exemple, tots els processos contínuament diferenciables, el moviment brownià i els processos de Poisson). Les submartingales i les supermartingales juntes representen un subconjunt de les semimartingales.

## Definició
Un procés X valorat real definit a l'espai de probabilitat filtrat (Ω, F, (Ft) t≥0 ,P) s'anomena semimartingala si es pot descompondre com
{\displaystyle X_{t}=M_{t}+A_{t}}
on M és una martingala local i A és un procés adaptat càdlàg de variació localment limitada.
Un procés de valor Rn X=(X1, …, Xn) és una semimartingala si cadascun dels seus components Xi és una semimartingala.

## Definició alternativa
En primer lloc, els processos predictibles simples es defineixen com a combinacions lineals de processos de la forma Ht = A 1 {t > T} per a temps d'aturada T i variables aleatòries mesurables F T A . La integral H · X per a qualsevol procés predictible simple H i procés X amb valor real és
{\displaystyle H\cdot X_{t}\equiv 1_{\{t>T\}}A(X_{t}-X_{T}).} Això s'estén a tots els processos predictibles simples per la linealitat de H · X en H.
Un procés valorat real X és una semimartingala si és càdlàg, adaptat, i per cada t ≥ 0, {\displaystyle \left\{H\cdot X_{t}:H{\rm {\ is\ simple\ predictable\ and\ }}|H|\leq 1\right\}}està acotat en probabilitat. El teorema de Bichteler-Dellacherie afirma que aquestes dues definicions són equivalents (Protter 2004, p. 144).

## Exemples
- Els processos adaptats i contínuament diferenciables són processos de variació finita contínua i, per tant, semimartingales.
- El moviment brownià és una semimartingala.
- Totes les càdlàg martingales, submartingales i supermartingales són semimartingales.
- Els processos Itō, que compleixen una equació diferencial estocàstica de la forma dX = σ dW + μ dt són semimartingales. Aquí, W és un moviment brownià i σ, μ són processos adaptats.
- Cada procés Lévy és una semimartingala.